# Пиотровский, Михал Юлиан
Михал Юлиан Пиотровский (пол. Michał Julian Piotrowski; 29 сентября 1887, Варшава — 12 июля 1949, Краков) — польский музыковед, музыкальный педагог и критик.
Учился в Варшаве у Хенрика Опеньского и Фелициана Шопского, затем в Париже у Венсана д’Энди и в Лейпциге у Штефана Креля. В 1916—1920 гг. преподавал в собственной музыкальной школе в Варшаве, возглавлял Общество музыкальных педагогов. Затем перебрался в Краков, преподавал в Краковской консерватории, в 1928—1938 гг. её ректор; несмотря на одолевавшие консерваторию финансовые затруднения, наладил функционирование консерваторского оркестра. Вышел в отставку после неудачи переговоров о переходе консерватории под государственное управление.